# 2-Aminotiofenol
2-Aminotiofenol je organosumporno jedinjenje sa formulom C6H4(SH)(NH2). Ovaj materijal je bezbojna uljasta materija, mada nečisti uzorci mogu da budu obojeni. 2-Aminotiofenol je rastvoran u organskim rastvaračima i u baznoj vodi. On je prekurzor benzotiazolne klase jedinjenja, neka od kojih su bioaktivna, ili su boje. Izomeri aminotiofenola su 3-aminotiofenol i 4-aminotiofenol.
2-Aminotiofenol se može pripremiti u dva koraka, polazeći od reakcije anilina sa ugljen disulfidom, čemu sledi hidroliza rezultirajućeg merkaptobenzotiazola. On se isto tako može dobiti putem redukcije 2-nitrobenzensulfonil hlorida u prisustvu cinka.